# Église Sainte-Marie-des-Grâces à Trionfale
L'église Sainte-Marie-des-Grâces (en italien : chiesa di Santa Maria delle Grazie) à Trionfale (al Trionfale) est un lieu de culte catholique situé à Rome dans le quartier Trionfale, sur la piazza Santa Maria delle Grazie.

## Histoire
L'église a été construite de 1940 à 1941 ; c'est le siège de la paroisse, érigée sur 13 août 1941 par décret du Cardinal-Vicaire Francesco Marchetti Selvaggiani "Beatissimae Virginis gratiarum", et qui a hérité du titre de Santa Maria delle Grazie fuori Porta Angelica, démolie en 1939 pour restructuration de la Via di Porta Angelica.

## Description

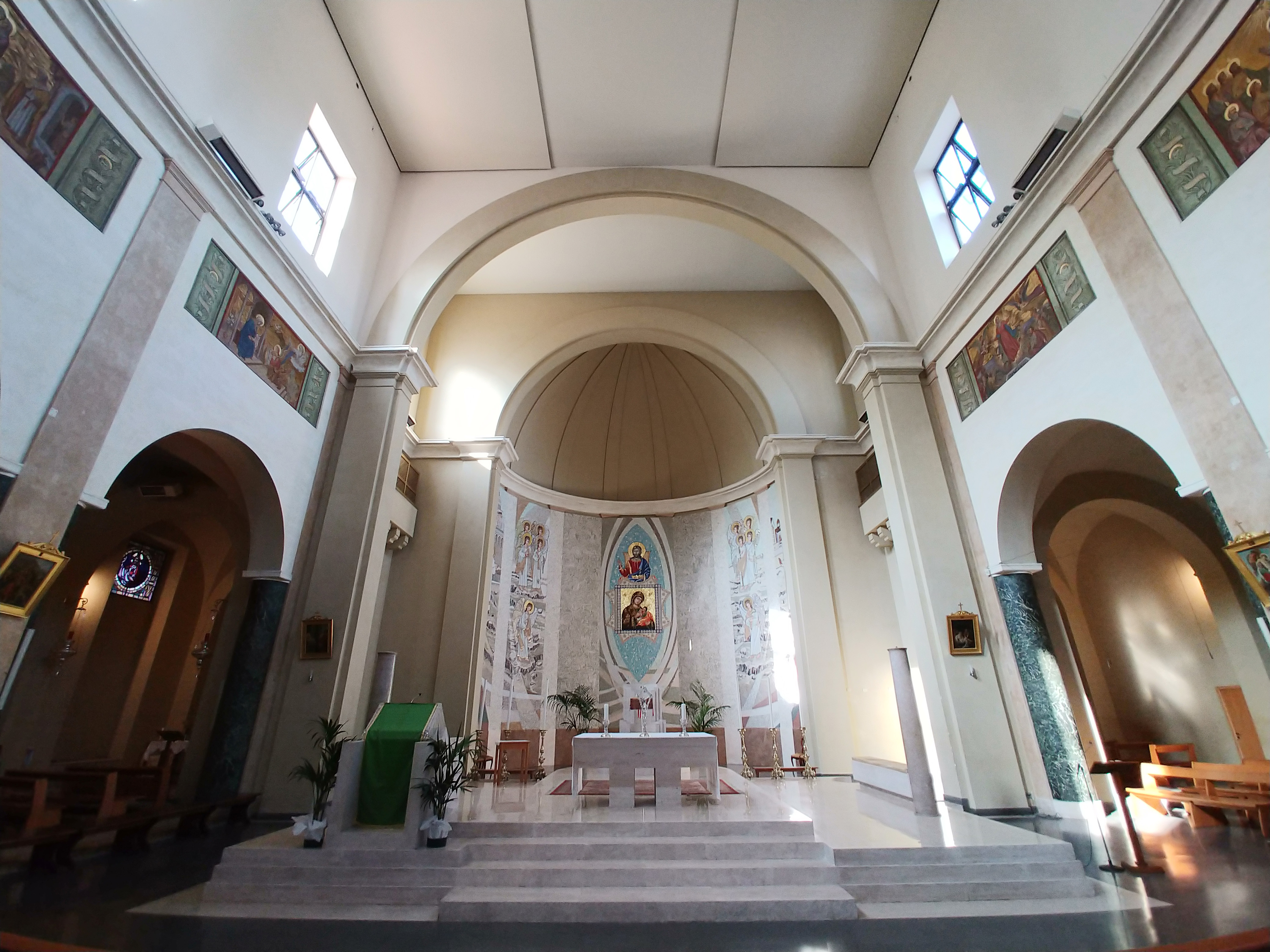
Autel et abside.

La façade de l'église, de style néo-renaissance, a une porte centrale surmontée du blason de Pie XII, et deux sur le côté. L'intérieur a trois nefs, et au centre du plafond figurent une des armoiries dorées de Pie XII. Une bonne part de l'aménagement intérieur provient de l'église démolie du même nom, à la Porta Angelica, parmi lesquels, l'autel dédié au Sacré-Cœur, l’œuvre attribuée à Carlo Maratta Madonna montrant l'Enfant à Saint François; et, surtout, l'icône byzantine du XIIe siècle de la Madonna delle grazie.
L'église fut restructurée dans les années 1990. A cette occasion fut édifiée la chapelle de la Madonna delle grazie et l'icône byzantine restaurée, qui fut solennellement couronnée par le pape Jean-Paul II lors de sa visite à la paroisse le 16 décembre 1984.